# Pacy-sur-Eure
Pacy-sur-Eure je francouzská obec v departementu Eure v regionu Normandie. V roce 2009 zde žilo 4 721 obyvatel. Je centrem kantonu Pacy-sur-Eure.